# Anna Bachmann-Eugster
Anna Bachmann-Eugster (* 28. August 1889 in Hundwil; † 5. August 1966 in Effretikon) war die erste Berufsberaterin für Frauen in der Schweiz und Mitbegründerin der Zentralstelle für Frauenberufe. 

## Leben
Anna Bachmann-Eugster wurde als Tochter von Howard Eugster und Anna Theodora Züst geboren. Nach einem Englandaufenthalt absolvierte sie den Kurs für soziale Fürsorge in Zürich und wurde im Anschluss zur ersten schweizerischen Berufsberaterin für Frauen gewählt. Sie war zudem Mitbegründerin der Zentralstelle für Frauenberufe, welche im Jahre 1923 aus der Taufe gehoben wurde. Von 1936 bis 1942 war sie zudem Mitglied der Betriebskommission.
Im Jahre 1931 erwirkte Bachmann-Eugster die Errichtung einer Berufsberatungsstelle für Frauen im Kanton Glarus. Zudem gründete sie die Arbeitsgemeinschaft für hauswirtschaftliche Erziehung und Hausdienst, welche sie bis 1960 präsidierte. Während der Zeit ihres Präsidiums gelang es der Arbeitsgemeinschaft, in Glarus das Obligatorium für Hauswirtschaftsunterricht durchzusetzen. Im Jahre 1957 wirkte Bachmann-Eugster Mitbegründerin der Frauenzentrale Glarus. Bis 1960 amtete Bachmann-Eugster als Präsidentin der Frauenzentrale.
Bachmann-Eugster heiratete 1925 den Ingenieur Theodor Bachmann.